# Marie Corridon
Marie Louise Corridon (ur. 5 lutego 1930 w Waszyngtonie, zm. 26 maja 2010 w Norwalk) – amerykańska pływaczka. Złota medalistka olimpijska z Londynu.
Zawody w 1948 były jej jedynymi igrzyskami olimpijskimi. Medal zdobyła w sztafecie w stylu dowolnym. Partnerowały jej Thelma Kalama, Brenda Helser i Ann Curtis.